# Osopsaron karlik
Osopsaron karlik är en fiskart som beskrevs av Parin, 1985. Osopsaron karlik ingår i släktet Osopsaron och familjen Percophidae. Inga underarter finns listade i Catalogue of Life.